# Kanton Poitiers-2
Der Kanton Poitiers-2 ist seit 1973 ein französischer Wahlkreis für die Wahl des Départementrats im Arrondissement Poitiers, im Département Vienne und in der Region Nouvelle-Aquitaine. Sein Bureau centralisateur befindet sich in Poitiers.

## Gemeinden
Der Kanton besteht aus zwei Gemeinden und Gemeindeteilen mit insgesamt 26.473 Einwohnern (Stand: 1. Januar 2022) auf einer Gesamtfläche von 19,25 km²:
| Gemeinde          | Einwohner 1. Januar 2022 | Fläche km² | Dichte Einw./km² | Code INSEE | Postleitzahl |
| ----------------- | ------------------------ | ---------- | ---------------- | ---------- | ------------ |
| Buxerolles        | 10.253                   | 9,10       | 1.127            | 86041      | 86180        |
| Poitiers          | 16.220                   | 10,15      | 1.598            | 86194      | 86000        |
| Kanton Poitiers-2 | 26.473                   | 19,25      | 1.375            | 8614       | –            |

1. ↑   Nur der nordwestliche Teil der Gemeinde, der Rest verteilt sich auf die Kantone Poitiers-1, Poitiers-3, Poitiers-4 und Poitiers-5.

Bis zur landesweiten Neuordnung der französischen Kantone im März 2015 besaß der Kanton einen anderen INSEE-Code als heute, nämlich 8622.